# Getting Into Knives
Getting Into Knives è il diciannovesimo album in studio del gruppo musicale statunitense The Mountain Goats, pubblicato nel 2020.

## Tracce
Testi e musiche di John Darnielle.
1. Corsican Mastiff Stride – 2:20
2. Get Famous – 3:19
3. Picture of My Dress – 4:20
4. As Many Candles as Possible (featuring Charles Hodges) – 3:24
5. Tidal Wave – 5:25
6. Pez Dorado – 4:56
7. The Last Place I Saw You Alive – 4:40
8. Bell Swamp Connection – 5:50
9. The Great Gold Sheep – 5:03
10. Rat Queen – 4:09
11. Wolf Count – 3:49
12. Harbor Me – 4:07
13. Getting Into Knives – 5:14